# Joaquim Vilarrúbia i Garet
Joaquim Vilarrúbia i Garet (Torrellebreta, Malla, 13 de setembre de 1902 - ibídem, 1987) fou un entomòleg i lepidopteròleg.

## Biografia
Era germà d'Antoni Vilarrúbia i Garet i residia a la masia pairal de la seva família, a Torrellebreta, que esdevindria el seu principal centre d'observació i treball, i on conservava una col·lecció de més de 40.000 papallones, 35.000 coleòpters i 5.000 himenòpters.
S'especialitzà en lepidòpters, principalment en licènids (blavetes), dels quals va descriure noves espècies per a la ciència. Se li han dedicat algunes subespècies.
Fou nomenat soci d'honor de la Societat Hispanolusoamericana de Lepidopterologia. També fou fundador i president de la Societat Catalana de Lepidopterologia i membre de la Institució Catalana d'Història Natural.
També fou l'autor de diversos articles de divulgació científica i col·laborador de la revista Ausa i del llibre Els nostres insectes. Converses de divulgació entomològica. En reconeixement del seu treball li fou concedit el Premi Creu de Sant Jordi l'any 1986.
La seva col·lecció científica es conserva a la seva casa pairal de Torrellebreta, a Malla.